# Топорки (Могилёвская область)
Топорки́ (бел. Тапаркі) — деревня в составе Сычковского сельсовета Бобруйского района Могилёвской области Республики Беларусь.

## Галерея

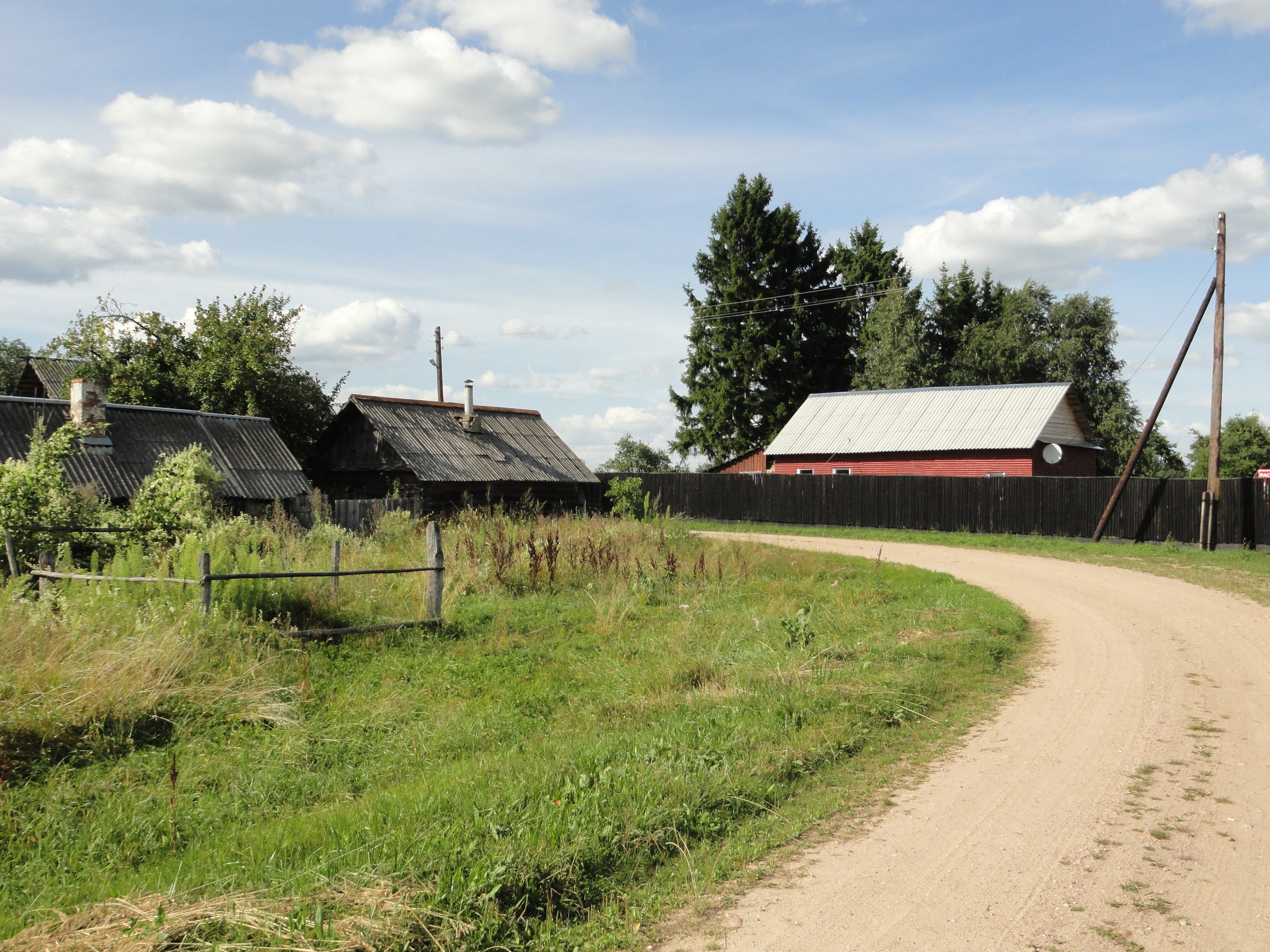
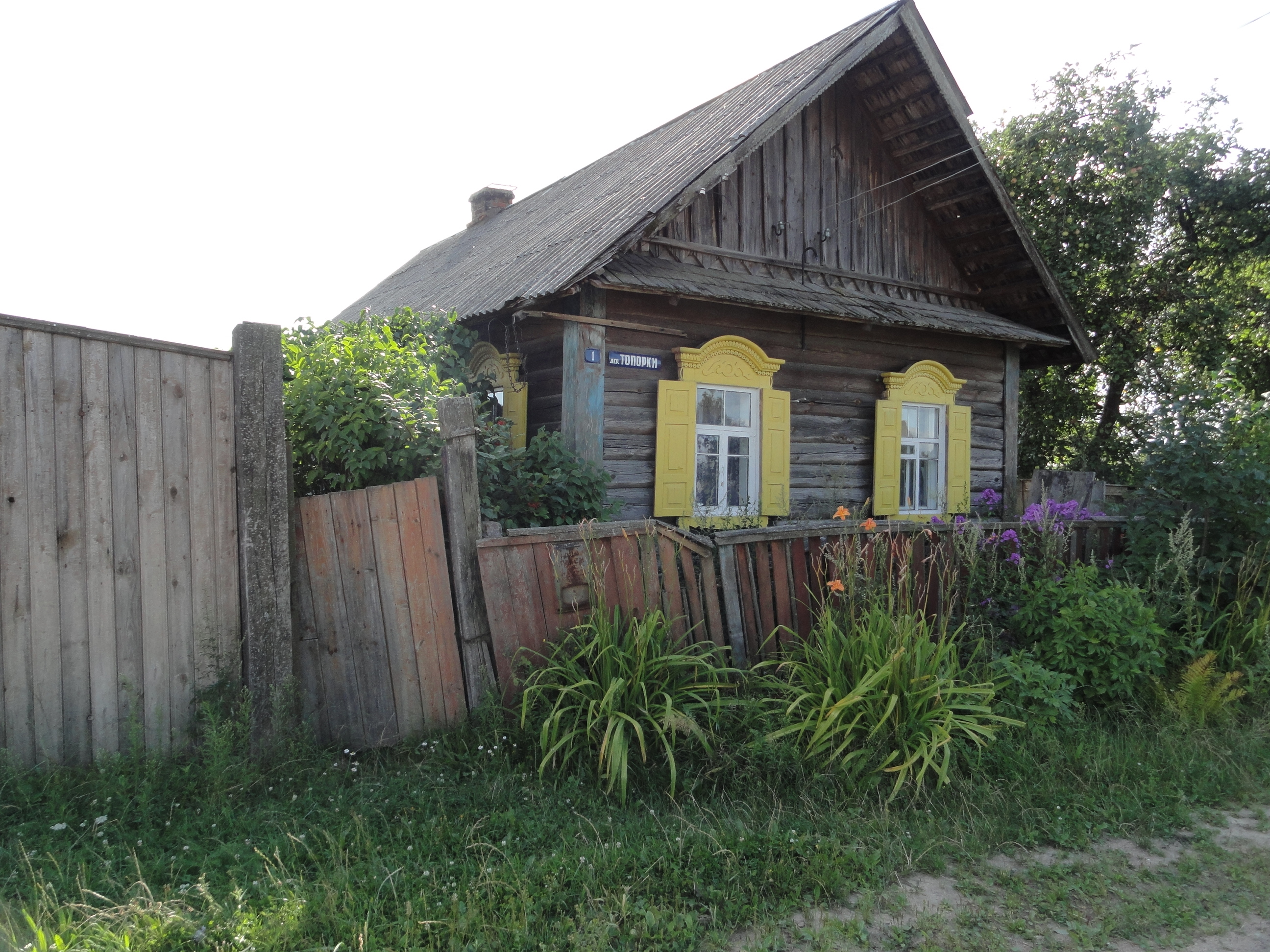
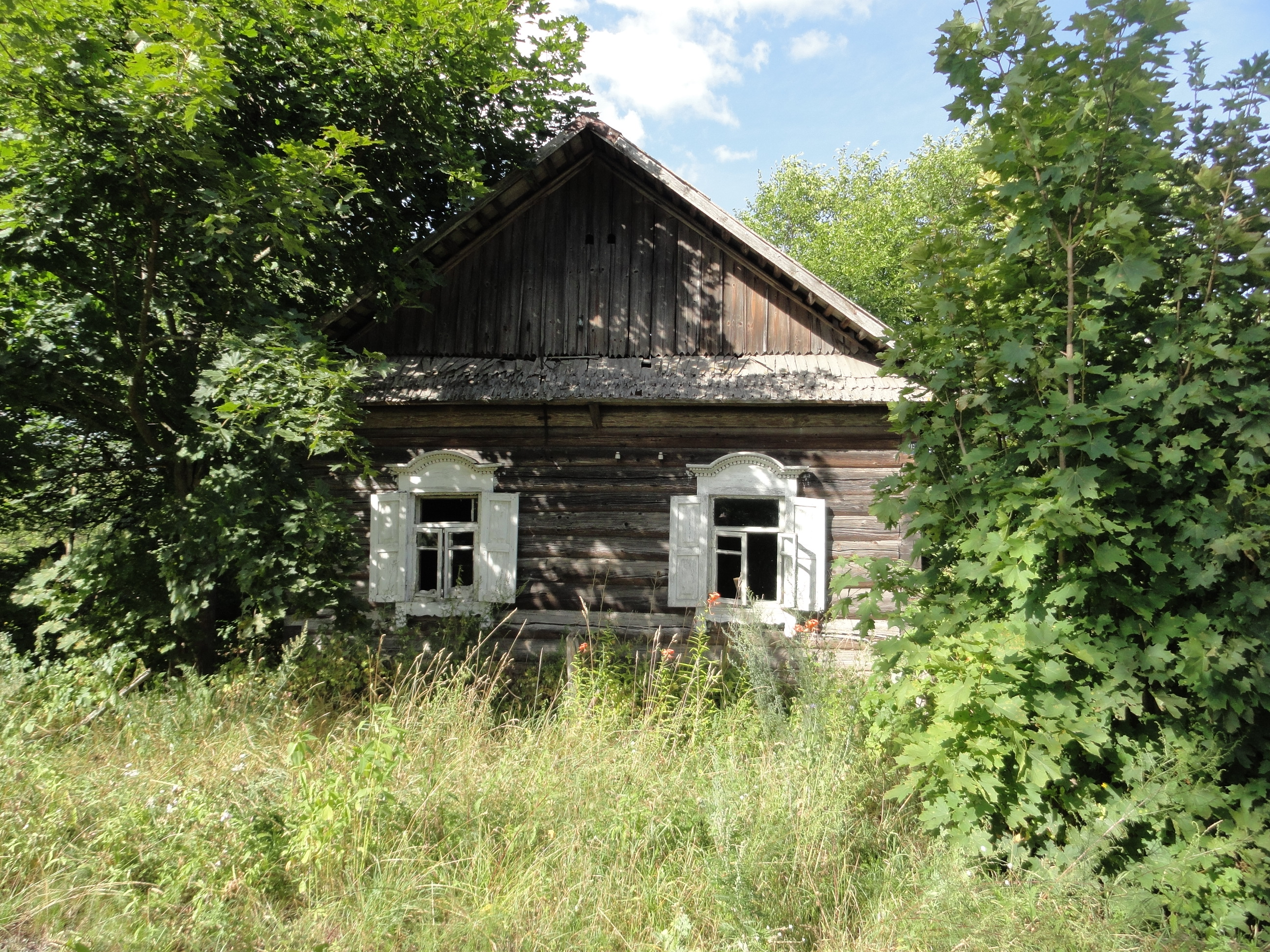
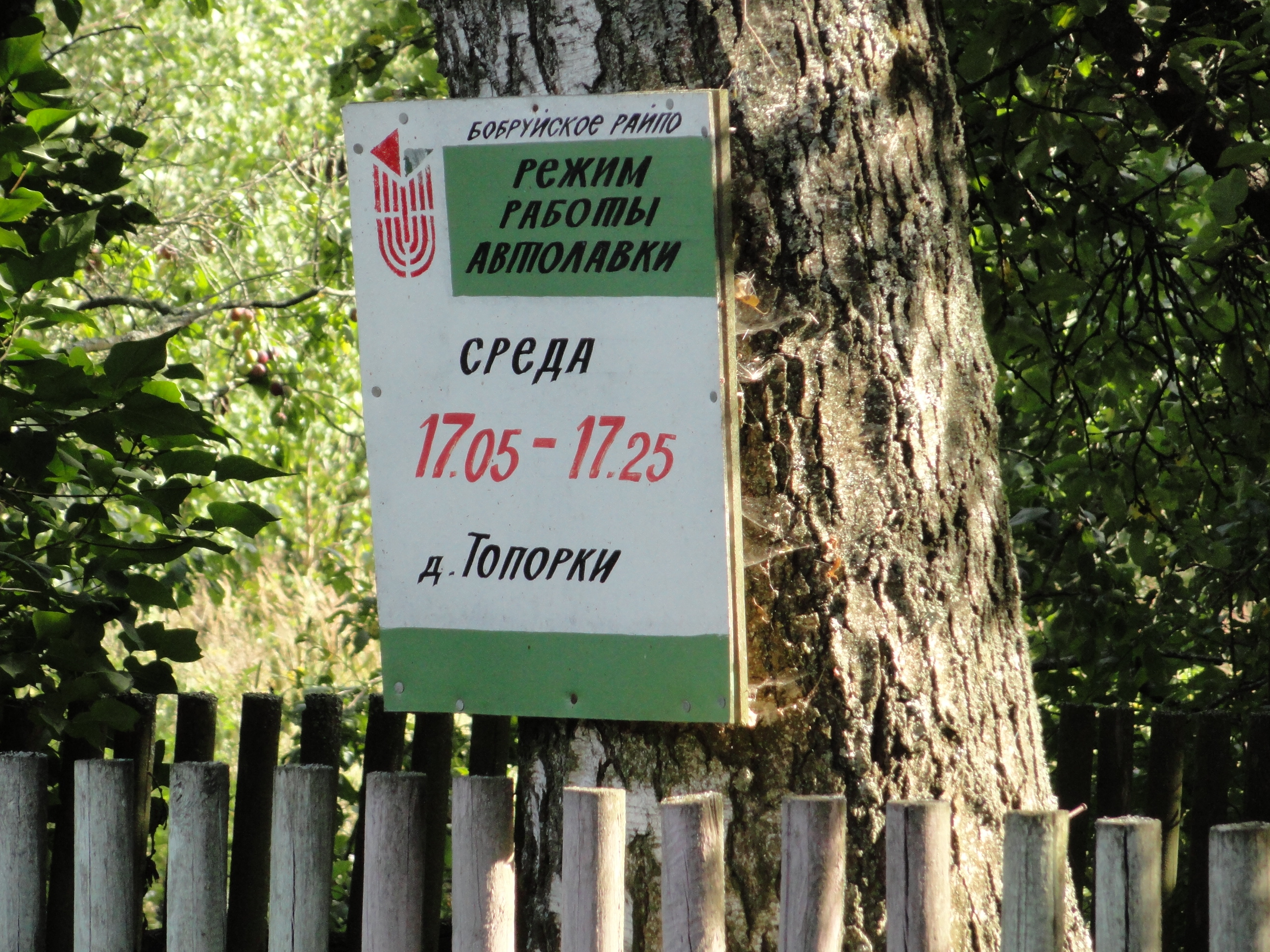

## Население
- 1999 год — 13 человек
- 2010 год — 9 человек